# 이스: 펠가나의 맹세
《이스: 펠가나의 맹세》는 니혼 팔콤이 제작한 액션 롤플레잉 게임이다. 《이스》 시리즈의 세 번째 본편 게임 《이스 III: 원더러스 프롬 이스》의 리메이크로, 마이크로소프트 윈도우 플랫폼으로 개발돼 2005년 6월 30일 출시됐다.
전반적으로 원작 《이스 III》의 이야기와 진행구조를 따라가나, 《이스 VI: 나피시팀의 상자》의 게임 엔진을 기반으로 게임을 재구성했다.
2010년에 목소리 연기를 추가하고 게임플레이를 조정한 플레이스테이션 포터블 이식판이 출시됐다. 2012년, 엑시드 게임스가 기존 윈도우판을 리마스터해 전세계에 출시했으며, 2020년에 업데이트로 영어 목소리 및 기존 《이스 III》의 사운드트랙을 추가했다. 2023년, 그래픽을 강화한 개선판이 닌텐도 스위치로 《이스 메모와르: 펠가나의 맹세》라는 제목으로 발매됐다.

## 줄거리
이스 III에서, 아돌 크리스틴과 그의 친구인 도기는 앞의 사건(이스 I, II)이 일어난 지 3년 후에 도기의 고향인 레드몬트에 도착한다. 도착하자마자, 그들은 마물이 발생하여 마을 사람들을 위협하고 있다는 것을 발견하고, 아돌이 그것을 막는다는 내용이다.
기본 흐름이 원본에서 약간 수정되었고, 여러 장면들이 추가되었다.

## 시스템
기본적인 시스템은 "이스VI: 나피쉬팀의 상자"와 비슷하다.
이단 점프
특정 이벤트 뒤에 얻게 되는 기술로 기존 방식으로는 갈 수 없었던 곳을 갈 수 있으며, 숨겨진 아이템을 얻을 수도 있다.
링 아츠
아돌이 얻게 되는 특수한 힘을 지닌 팔찌이다. 링 아츠는 사용할수록 링 파워를 소진하게 되며, 다 떨어지게 되면 일정량까지 회복하기 전까진 사용할 수 없다. 최대 3개까지 속성에 따른 보석을 얻음으로써 파워가 강화되거나 회복 속도가 빨라지게 된다.
팔찌에는 "염령의 팔찌", "풍령의 팔찌", "지령의 팔찌"가 있으며, 색과 속성은 각각 적색(불), 녹색(바람), 황색(땅)이다.
콤보 보너스
연속으로 공격을 하게 되면 Hit수가 올라가게 되는데, 높을수록 "경험치에 대한 보너스", "아이템 드롭률 증가", "비약 드롭"이 있게 된다.
부스터 모드
아돌을 일정 시간 강화시키는 것으로 공격력과 방어력이 동시에 강화된다. 사용 뒤에 재사용을 위해선 게이지가 찰 때까지 기다려야만 한다.
회복
체력은 마을이나 필드의 특정 공간에 있을 경우 회복되며, 링 파워의 경우 필드상에서도 회복 가능하다. 또한 특정 아이템을 얻음으로써 필드에서도 체력 회복이 가능하게 할 수 있다.
무기강화
일정량의 금액과 라발광석을 가지고 있다면, 무기(방어구 포함)를 강화시킬 수 있다.

### 캠프메뉴
현재 레벨이나 체력, 공격력·방어력이나 소지금, 광석 등, 아돌의 현재 상태를 알아볼 수 있고, 단순한 시스템 옵션의 조작 및 NPC와 몬스터에 대한 정보 보기 따위의 기능을 실행할 수가 있다.

#### Equip
아돌이 지닌 장비 레벨을 보거나 교체 가능하다.
- 장비
  - Weapon: 도검에 관한 것.
  - Shield: 방패에 관한 것.
  - Armor: 갑옷에 관한 것.
  - Accessories
    - 화룡의 부적: 하반신에 대한 불의 내성을 더해준다.
    - 도깨비 불: 어두운 곳을 밝혀주거나 비밀을 드러내준다.
    - 스톤부츠: 돌구두. 무거운 무게로 미끄럼을 방지해준다.
    - 정령의 옷: 아돌의 체력을 회복시켜줄 수 있다.
    - 은방울: 게임의 후반부에 등장하는 언데드형 몬스터를 죽이는 것을 가능하게 한다.
    - 정령의 목걸이: 상점에서 60000G 에 판매하는 1회용 부활 액세서리. 한 번 쓰면 다시 입수할 수 없으므로 주의.

- - Ring: 팔찌 항목 참조.

##### 팔찌
각각 특색있는 세 가지 속성의 팔찌가 있으며, 적 공격이나 게임 진행에 유용하다.
- 염령의 팔찌

불의 힘을 이용하는 팔찌로 불덩이를 날린다. 루비로 강화하였다면 파워를 모아 더욱 강한 불덩이를 날려보낼 수 있다. 꺼져있는 횃불을 켜는 것도 가능.
- 풍령의 팔찌

바람의 힘을 이용하는 팔찌로 강력한 선풍을 일으키며, 공중에서의 체공시간을 늘려주기도 한다. 에메랄드로 강화하였다면 파워를 모아 더욱 강한 선풍과 오랜 체공시간을 유지시켜 준다.
- 지령의 팔찌

땅의 힘을 이용하는 팔찌로 적을 향해 강력한 돌진을 할 수 있다. 돌진할 때 적의 공격에 대한 무적이며, 팔찌의 힘으로 금이간 벽을 허물어뜨릴 수도 있다. 토파즈로 강화하였다면 파워를 모아 더욱 강한 돌진이 가능하다.

#### Inventory
아들이 지닌 도구들을 볼 수 있는데, 직접 사용하거나 지니고만 있어도 효과가 적용되는 것 등이 있다.
- 아이템
  - 페르가나 지도 : 페르가나의 지도이며, 현재 아돌의 대략적인 위치를 알려준다.
  - 날개의 부적 : 한 번이라도 가본 적이 있는 원하는 도조신 앞으로 이동시켜 준다.
  - 카토르의 영수 : 아돌의 체력을 늘려준다.

그 밖에..

#### Load/Save
- 불러오기 : Load탭을 선택하고 원하는 저장된 항목을 선택하면 된다.
- 저장하기 : "도조신"이라는 세이브 포인트에서 저장 가능하다. 저장하면 번호와 레벨·일시 그리고 저장 장소 이름이 등록된다.

## 음악
이 게임의 음악은 유키히로 진도(Yukihiro Jindo)가 원더러 프롬 이스의 음악을 재편곡 한 것이다.
이스 페르가나의 맹세 OST는 CD 2장으로 되어 있으며, 2005년에 출시됐다. 또한 같은 때 출시된 이스 페르가나의 맹세 슈퍼 어레인지 버전은 10개의 편곡된 곡을 더 수록하였다.

## 평가
| 평가 |              |
| --- | ------------ |
| 통합 점수 통합사 점수 메타크리틱 80 (PSP) [ 1 ] 평론 점수 평론사 점수 게임스팟 7.5/10 (PSP) [ 2 ] 게임스레이더+ 4/5 (PSP) [ 3 ] |              |
| 통합 점수 |              |
| 통합사 | 점수         |
| 메타크리틱 | 80 (PSP)     |
| 평론 점수 |              |
| 평론사 | 점수         |
| 게임스팟 | 7.5/10 (PSP) |
| 게임스레이더+ | 4/5 (PSP)    |

## 참조

### 주해
1. ↑  일본어: イース -フェルガナの誓い-, 영어: Ys: The Oath in Felghana